# Neoterpes trianguliferaria
Neoterpes trianguliferaria là một loài bướm đêm trong họ Geometridae.